# Einzweckmaschine
Als Einzweckmaschine wird, im Gegensatz zur Universal- oder Mehrzweckmaschine, eine nur beschränkt einsatzfähige Maschine für einen bestimmten Beschäftigungsbereich bezeichnet. 
Sie wird insbesondere in der Serien- und Massenproduktion verwendet.
In der Bekleidungsindustrie beispielsweise führt sie nur einen einzigen, definierten Arbeitsgang aus. Durch Computersteuerung kann sie diesen jedoch besonders gut oder schnell abarbeiten. Die Einführung der Einzweckmaschine stellte damit den ersten Schritt einer Rationalisierung der Näharbeit dar. Zusätzliche Aggregate oder eine elektronische Steuerung machen diese Nähautomaten flexibel und vielfältig nutzbar. Die computergesteuerte Vernetzung integriert die Einzweckmaschinen auch horizontal.